# Darwīšan
Darwīšan es una ciudad de Afganistán, en la provincia de Helmand.
Su población es de 9.292 habitantes (2007). Su ubicación geográfica se encuentra en las coordenadas 31°8′0″N 64°11′33″E / 31.13333, 64.19250 y está a una altitud de 719 m s. n. m.